# Ceroplastes campinensis
Ceroplastes campinensis är en insektsart som beskrevs av Hempel 1901. Ceroplastes campinensis ingår i släktet Ceroplastes och familjen skålsköldlöss. Inga underarter finns listade i Catalogue of Life.